# Захолустье
За́холустье — деревня на территории Новосельской волости Струго-Красненского района Псковской области.

## Расположение
На берегу реки Ширицы, примерно в 26 км от города Пскова, в 7 км от ж/д станции Торошино.

## Население
Постоянное население по данным на 2000 и 2010 годы отсутствует.